# Fuentearmegil
Fuentearmegil è un comune spagnolo di 307 abitanti situato nella comunità autonoma di Castiglia e León.